# Antiopha multilinea
Antiopha multilinea är en fjärilsart som beskrevs av William Schaus 1901. Antiopha multilinea ingår i släktet Antiopha och familjen tandspinnare. Inga underarter finns listade i Catalogue of Life.